# 20484 Janetsong
A 20484 Janetsong (ideiglenes jelöléssel 1999 NL41) a Naprendszer kisbolygóövében található aszteroida. A LINEAR projekt keretében fedezték fel 1999. július 14-én.